# Кабінет міністрів Аргентини
Кабінет міністрів Аргентини (ісп. Gabinete de Ministros de la República Argentina) — другий за впливовістю після Президента орган виконавчої влади Аргентини.

## Діяльність
Кожне міністерство управляється міністром, якого призначає і звільняє президент. Міністри збираються на засідання Кабінету міністрів, щоб провести обговорення й ухвалити рішення з приводу питань управління державою.
У рамках міністерств діє така ієрархія органів, керівники яких підзвітні міністру та призначаються ним або з його рекомендації.:
- Секретаріати
- Субсекретаріати
- Національні управління
- Головні управління
- Управління
- Департаменти
- Підрозділи
- Секції

## Голова уряду
Голова Кабінету міністрів (ісп. Jefe de Gabinete de Ministros) призначається президентом. Ця посада створена 1994 року під час конституційної реформи і є вищою за звичайних міністрів. Права і обов'язки Голови Кабінету міністрів визначаються у статтях 100 і 101 Конституції Аргентини. Він виконує управління державними справами, призначає підконтрольних йому посадовців, координує засідання Кабінету міністрів, підписує накази Президента, представляє на обговорення Конгресу проєкт бюджету тощо.

### Склад уряду
Безпосередньо від Голови Кабінету міністрів залежать такі установи:
- Внутрішнє аудиторство
- Національна комісія з земельних питань
- Національна комісія з координації державної політики з питань нелегального наркотрафіку, міжнародної організованої злочинності та корупції
- Секретаріат національної інтеграції
  - Субсекретаріат планування і управління національною інтеграцією
  - Субсекретаріат оперативних стягнень
- Секретаріат охорони навколишнього середовища
  - Субсекретаріат контролю навколишнього середовища і запобігання забрудненням
  - Субсекретаріат координації природоохоронної політики
  - Субсекретаріат планування і природоохоронної політики
  - Субсекретаріат пропагування альтернативної енергетики
- Секретаріат адміністративного координуванні й оцінки бюджету
  - Субсекретаріат оцінки державного бюджету
  - Субсекретаріат оцінки проєктів з іноземним фінансуванням
  - Координаційний субсекретаріат
- Секретаріат Кабінету міністрів
  - Субсекретаріат з питань інституційної реформи і посилення демократії
  - Субсекретаріат з управління державними справами і чиновниками
  - Субсекретаріат технологій управління
- Секретаріат парламентських відносин
  - Субсекретаріат інституційних відносин
- Секретаріат засобів масової інформації
  - Субсекретаріат засобів масової інформації
  - Субсекретаріат зв'язку і змісту мовлення
  - Субсекретаріат стратегічного зв'язку
  - Субсекретаріат адміністративного управління

## Кабінет міністрів
Склад чинного уряду подано станом на січень 2018.
| Логотип | Міністерство                                              | Міністр                                                      | Фото | Час на посаді                | Час на посаді | Партія | Партія                         | Вебсайт                                                                      |
| ------- | --------------------------------------------------------- | ------------------------------------------------------------ | ---- | ---------------------------- | ------------- | ------ | ------------------------------ | ---------------------------------------------------------------------------- |
|         | Міністерство виробництва                                  | Франсіско Кабрера (Francisco Cabrera)                        |      | 10 грудня 2015               |               |        | Республіканська пропозиція     | produccion.gob.ar [Архівовано 5 грудня 2017 у Wayback Machine.]              |
|         | Міністерство внутрішніх справ, громадської роботи і житла | Рохеліо Фрігеріо (Rogelio Frigerio)                          |      | 10 грудня 2015               |               |        | Республіканська пропозиція     | mininterior.gob.ar [Архівовано 25 червня 2014 у Wayback Machine.]            |
|         | Міністерство державної скарбниці                          | Вакантно (після відставки Ніколас Духовне) (Nicolas Dujovne) |      | 10 січня 2017-18 серпня 2019 |               |        | Громадянський радикальний союз | minhacienda.gob.ar [Архівовано 14 грудня 2020 у Wayback Machine.]            |
|         | Міністерство навколишнього середовища та сталого розвитку | Серхіо Бергман (Sergio Bergman)                              |      | 10 грудня 2015               |               |        | Республіканська пропозиція     | ambiente.gob.ar [Архівовано 4 січня 2018 у Wayback Machine.]                 |
|         | Міністерство енергетики і видобування                     | Хуан Хосе Арангурен (Juan Jose Aranguren)                    |      | 10 грудня 2015               |               |        | незалежний                     | minem.gob.ar [Архівовано 21 вересня 2017 у Wayback Machine.]                 |
|         | Міністерство закордонних справ і культу                   | Хорхе Форі (Jorge Faurie)                                    |      | 12 червня 2017               |               |        | незалежний                     | cancilleria.gob.ar [Архівовано 25 січня 2021 у Wayback Machine.]             |
|         | Міністерство культури                                     | Пабло Авеллуто (Pablo Avelluto)                              |      | 10 грудня 2015               |               |        | Республіканська пропозиція     | www.cultura.gob.ar [Архівовано 6 січня 2018 у Wayback Machine.]              |
|         | Міністерство модернізації                                 | Андрес Ібарра (Andres Ibarra)                                |      | 10 грудня 2015               |               |        | Республіканська пропозиція     | argentina.gob.ar/modernizacion [Архівовано 4 лютого 2018 у Wayback Machine.] |
|         | Міністерство науки, технології і продуктивних інновацій   | Ліно Бараньяо (Lino Baranao)                                 |      | 10 грудня 2007               |               |        | незалежний                     | mincyt.gob.ar [Архівовано 18 грудня 2008 у Wayback Machine.]                 |
|         | Міністерство оборони                                      | Оскар Агвад (Oscar Aguad)                                    |      | 17 червня 2017               |               |        | Громадянський радикальний союз | mindef.gob.ar [Архівовано 30 грудня 2017 у Wayback Machine.]                 |
|         | Міністерство освіти                                       | Алехандро Фінок'яро (Alejandro Finocchiaro)                  |      | 17 липня 2017                |               |        | незалежний                     | educacion.gob.ar [Архівовано 4 лютого 2010 у Wayback Machine.]               |
|         | Міністерство здоров'я                                     | Адольфо Рубінштейн (Adolfo Rubinstein)                       |      | 21 листопада 2017            |               |        | Громадянський радикальний союз | msal.gob.ar [Архівовано 18 липня 2017 у Wayback Machine.]                    |
|         | Міністерство праці, зайнятості і соціального забезпечення | Хорхе Тріака (Jorge Triaca)                                  |      | 10 грудня 2015               |               |        | Республіканська пропозиція     | trabajo.gob.ar [Архівовано 19 травня 2017 у Wayback Machine.]                |
|         | Міністерство соціального розвитку                         | Кароліна Стенлі (Carolina Stanley)                           |      | 10 грудня 2015               |               |        | Республіканська пропозиція     | desarrollosocial.gob.ar [Архівовано 2 лютого 2018 у Wayback Machine.]        |
|         | Міністерство агроіндустрії                                | Луїс Мігель Ечевеере (Luis Miguel Etchevehere)               |      | 21 листопада 2017            |               |        | незалежний                     | agroindustria.gob.ar [Архівовано 22 грудня 2017 у Wayback Machine.]          |
|         | Міністерство транспорту                                   | Гільєрмо Дьєтріч (Guillermo Dietrich)                        |      | 10 грудня 2015               |               |        | Республіканська пропозиція     | transporte.gob.ar [Архівовано 8 листопада 2016 у Wayback Machine.]           |
|         | Міністерство туризму                                      | Густаво Сантос (Gustavo Santos)                              |      | 10 грудня 2015               |               |        | Громадянський радикальний союз | turismo.gob.ar [Архівовано 8 січня 2018 у Wayback Machine.]                  |
|         | Міністерство фінансів                                     | Луїс Капуто (Luis Caputo)                                    |      | 10 січня 2017                |               |        | Республіканська пропозиція     | minfinanzas.gob.ar                                                           |
|         | Міністерство юстиції та прав людини                       | Херман Гаравано (German Garavano)                            |      | 10 грудня 2015               |               |        | незалежний                     | jus.gob.ar [Архівовано 14 липня 2014 у Wayback Machine.]                     |
|         | Міністерство безпеки                                      | Патрісія Буллріч (Patricia Bullrich)                         |      | 10 грудня 2015               |               |        | Союз за свободу                | minseg.gob.ar [Архівовано 15 лютого 2018 у Wayback Machine.]                 |

## Будівля уряду
Кабінет міністрів Аргентини не має окремої будівлі. Більшість міністерств мають власні будівлі, які знаходяться в різних районах Буенос-Айреса. Адміністрація прем'єр-міністра Аргентини з моменту свого створення 1996 року знаходиться у будинку SOMISA у районі Монсеррат у центрі столиці. Кабінет прем'єр-міністра знаходиться у президентському палаці Каса-Росада.

## Історія
У різні часи Кабінет міністрів Аргентини складався з різних міністерств:
| 1854                       | 1898                       | 1949                       | 1952                       | 1955                                   | 1955                                   | 1958                             | 1966                        | 1970                  | 1971                       | 1973                       | 1973                       | 1974                                        | 1976                 | 1981                                   |         |
| -------------------------- | -------------------------- | -------------------------- | -------------------------- | -------------------------------------- | -------------------------------------- | -------------------------------- | --------------------------- | --------------------- | -------------------------- | -------------------------- | -------------------------- | ------------------------------------------- | -------------------- | -------------------------------------- | ------- |
| Внутрішніх справ           | Внутрішніх справ           | Внутрішніх справ           | Внутрішніх справ           | Внутрішніх справ і юстиції             | Внутрішніх справ                       | Внутрішніх справ                 | Внутрішніх справ            | Внутрішніх справ      | Внутрішніх справ           | Внутрішніх справ           | Внутрішніх справ           | Внутрішніх справ                            | Внутрішніх справ     | Внутрішніх справ                       |         |
| Внутрішніх справ           | Внутрішніх справ           | Політичних питань          |                            | Внутрішніх справ і юстиції             | Внутрішніх справ                       | Внутрішніх справ                 | Внутрішніх справ            | Внутрішніх справ      | Внутрішніх справ           | Внутрішніх справ           | Внутрішніх справ           | Внутрішніх справ                            | Внутрішніх справ     | Внутрішніх справ                       |         |
| Юстиції та освіти          | Юстиції та освіти          | Юстиції                    | Юстиції                    | Внутрішніх справ і юстиції             | Юстиції                                | Освіти та юстиції                | Юстиції                     | Юстиції               | Юстиції                    | Юстиції                    | Юстиції                    | Юстиції                                     | Юстиції              | Юстиції                                | Юстиції |
| Юстиції та освіти          | Юстиції та освіти          | Освіти                     | Освіти                     | Освіти                                 | Освіти                                 | Освіти та юстиції                | Освіти                      | Освіти                | Освіти                     | Культури і освіти          | Освіти                     | Освіти                                      | Освіти               | Культури і освіти                      |         |
| Закордонних справ і культу | Закордонних справ і культу | Закордонних справ і культу | Закордонних справ і культу | Закордонних справ і культу             | Закордонних справ і культу             | Закордонних справ і культу       | Закордонних справ і культу  | Закордонних справ     | Закордонних справ і культу | Закордонних справ і культу | Закордонних справ і культу | Закордонних справ                           | Закордонних справ    | Закордонних справ                      |         |
| Казни                      | Сільського господарства    | Сільського господарства    | Сільського господарства    | Сільського господарства і тваринництва | Сільського господарства і тваринництва | Економіки                        | Економіки і праці           | Економіки і праці     | Казни і фінансів           | Казни і фінансів           | Економіки                  | Економіки                                   | Економіки            | Сільського господарства і тваринництва |         |
| Казни                      | Казни                      | Казни                      | Казни                      | Казни                                  | Казни                                  | Економіки                        | Економіки і праці           | Економіки і праці     | Казни і фінансів           | Казни і фінансів           | Економіки                  | Економіки                                   | Економіки            | Економіки, казни і фінансів            |         |
| Казни                      | Казни                      | Фінансів                   | Фінансів                   | Фінансів                               | Фінансів                               | Економіки                        | Економіки і праці           | Економіки і праці     | Казни і фінансів           | Казни і фінансів           | Економіки                  | Економіки                                   | Економіки            | Економіки, казни і фінансів            |         |
| Казни                      | Казни                      | Економічних питань         | Економічних питань         | Фінансів                               | Фінансів                               | Економіки                        | Економіки і праці           | Економіки і праці     | Економіки і праці          | Казни і фінансів           | Економіки                  | Економіки                                   | Економіки            | Економіки, казни і фінансів            |         |
| Казни                      | Казни                      | Зовнішньої торгівлі        |                            | Фінансів                               | Фінансів                               | Економіки                        | Економіки і праці           | Економіки і праці     | Економіки і праці          | Казни і фінансів           | Економіки                  | Економіки                                   | Економіки            | Економіки, казни і фінансів            |         |
| Казни                      | Казни                      | Промисловості і торгівлі   | Промисловості              | Промисловості                          | Промисловості і торгівлі               | Економіки                        | Економіки і праці           | Економіки і праці     | Економіки і праці          | Казни і фінансів           | Економіки                  | Економіки                                   | Економіки            | Промисловості і видобування            |         |
| Казни                      | Казни                      | Промисловості і торгівлі   | Промисловості              | Торгівлі                               | Промисловості і торгівлі               | Економіки                        | Економіки і праці           | Економіки і праці     | Торгівлі                   | Казни і фінансів           | Економіки                  | Економіки                                   | Економіки            | Торгівлі і морських інтересів          |         |
| Казни                      | Казни                      | Праці і прогнозування      | Праці                      | Праці і планування                     | Праці і планування                     | Праці і соціального забезпечення | Економіки і праці           | Економіки і праці     | Праці                      | Праці                      | Праці                      | Праці                                       | Праці                | Праці                                  |         |
| Казни                      | Громадської роботи         |                            |                            |                                        |                                        |                                  | Економіки і праці           | Економіки і праці     |                            |                            |                            |                                             |                      |                                        |         |
| Казни                      | Транспорту                 | Транспорту                 | Транспорту                 | Транспорту                             | Громадської роботи і послуг            | Громадської роботи і послуг      | Громадської роботи і послуг | Соціального добробуту | Соціального добробуту      | Соціального добробуту      | Планування                 | Громадської роботи і послуг                 |                      |                                        |         |
| Казни                      | Зв'язку                    |                            |                            |                                        | Громадської роботи і послуг            | Громадської роботи і послуг      | Громадської роботи і послуг | Соціального добробуту | Соціального добробуту      | Соціального добробуту      | Планування                 | Громадської роботи і послуг                 |                      |                                        |         |
| Казни                      | Громадської роботи         | Громадської роботи         | Громадської роботи         | Громадської роботи                     | Громадської роботи і послуг            | Громадської роботи і послуг      | Громадської роботи і послуг | Соціального добробуту | Соціального добробуту      | Соціального добробуту      | Планування                 | Громадської роботи і послуг                 |                      |                                        |         |
| Казни                      | Охорони здоров'я           | Охорони здоров'я           | Соціальної допомоги        | Громадської роботи                     | Соціальної допомоги і охорони здоров'я | Соціального добробуту            | Соціального добробуту       | Соціального добробуту | Соціального добробуту      | Соціального добробуту      | Соціального добробуту      | Охорони здоров'я і навколишнього середовища |                      |                                        |         |
| Казни                      | Технічних питань           | Технічних питань           | Соціальної допомоги        | Громадської роботи                     | Соціальної допомоги і охорони здоров'я | Соціального добробуту            | Соціального добробуту       | Соціального добробуту | Соціального добробуту      | Соціального добробуту      | Соціального добробуту      | Соціальної роботи                           | Соціальної роботи    |                                        |         |
| Війни і моря               | Війни                      | Оборони                    | Оборони                    | Війська                                | Війська                                | Національної оборони             | Національної оборони        | Національної оборони  | Національної оборони       | Національної оборони       | Національної оборони       | Національної оборони                        | Національної оборони | Оборони                                |         |
| Війни і моря               | Війни                      | Війська                    |                            | Війська                                | Війська                                | Національної оборони             | Національної оборони        | Національної оборони  | Національної оборони       | Національної оборони       | Національної оборони       | Національної оборони                        | Національної оборони | Оборони                                |         |
| Війни і моря               | Війни                      | Повітроплавання            |                            |                                        |                                        | Національної оборони             | Національної оборони        | Національної оборони  | Національної оборони       | Національної оборони       | Національної оборони       | Національної оборони                        | Національної оборони | Оборони                                |         |
| Війни і моря               | Моря                       |                            |                            |                                        |                                        | Національної оборони             | Національної оборони        | Національної оборони  | Національної оборони       | Національної оборони       | Національної оборони       | Національної оборони                        | Національної оборони | Оборони                                |         |

| 1981                                        | 1981                                        | 1983                             | 1989                         | 1995                                   | 1999                                   | 2002                                | 2003                                                 | 2007                                                 | 2011                                                     | 2015                                         | 2017                                         |
| ------------------------------------------- | ------------------------------------------- | -------------------------------- | ---------------------------- | -------------------------------------- | -------------------------------------- | ----------------------------------- | ---------------------------------------------------- | ---------------------------------------------------- | -------------------------------------------------------- | -------------------------------------------- | -------------------------------------------- |
| Внутрішніх справ                            | Внутрішніх справ                            | Внутрішніх справ                 | Внутрішніх справ             | Прем'єр-міністр                        | Прем'єр-міністр                        | Прем'єр-міністр                     | Прем'єр-міністр                                      | Прем'єр-міністр                                      | Прем'єр-міністр                                          | Прем'єр-міністр                              | Прем'єр-міністр                              |
| Внутрішніх справ                            | Внутрішніх справ                            | Внутрішніх справ                 | Внутрішніх справ             | Внутрішніх справ                       | Внутрішніх справ                       | Внутрішніх справ                    | Внутрішніх справ                                     | Внутрішніх справ                                     | Внутрішніх справ і транспорту                            | Внутрішніх справ, громадської роботи і житла | Внутрішніх справ, громадської роботи і житла |
| Внутрішніх справ                            | Внутрішніх справ                            | Внутрішніх справ                 | Внутрішніх справ             | Внутрішніх справ                       | Внутрішніх справ                       | Внутрішніх справ                    | Внутрішніх справ                                     | Внутрішніх справ                                     | Внутрішніх справ і транспорту                            | Транспорту                                   |                                              |
| Юстиції                                     | Юстиції                                     | Юстиції                          | Юстиції                      | Юстиції                                | Юстиції                                | Юстиції                             | Юстиції                                              | Юстиції, безпеки і прав людини                       | Юстиції і прав людини                                    | Юстиції і прав людини                        | Юстиції і прав людини                        |
| Юстиції                                     | Юстиції                                     | Юстиції                          | Юстиції                      | Юстиції                                | Юстиції                                | Юстиції                             | Юстиції                                              | Юстиції, безпеки і прав людини                       | Безпеки                                                  |                                              |                                              |
| Культури і освіти                           | Освіти                                      | Освіти                           | Освіти                       | Освіти                                 | Освіти                                 | Освіти                              | Освіти, науки і технології                           | Освіти, науки і технології                           | Освіти                                                   | Освіти і спорту                              | Освіти                                       |
| Культури і освіти                           | Освіти                                      | Освіти                           | Освіти                       | Освіти                                 | Освіти                                 | Освіти                              | Освіти, науки і технології                           | Освіти, науки і технології                           | Науки, технології і продуктивних інновацій               |                                              |                                              |
| Культури і освіти                           | Освіти                                      | Освіти                           | Освіти                       | Освіти                                 | Освіти                                 | Освіти                              | Освіти, науки і технології                           | Освіти, науки і технології                           | Культури                                                 |                                              |                                              |
| Закордонних справ                           | Закордонних справ і культу                  | Закордонних справ і культу       | Закордонних справ і культу   | Закордонних справ і культу             | Закордонних справ і культу             | Закордонних справ і культу          | Закордонних справ, міжнародної торгівлі і культу     | Закордонних справ, міжнародної торгівлі і культу     | Закордонних справ, міжнародної торгівлі і культу         | Закордонних справ і культу                   | Закордонних справ і культу                   |
| Громадської роботи і послуг                 | Громадської роботи і послуг                 | Громадської роботи і послуг      | Громадської роботи і послуг  | Економіки, громадської роботи і послуг | Інфраструктури і житла                 | Економіки                           | Федерального планування, державних видатків і послуг | Федерального планування, державних видатків і послуг | Федерального планування, державних видатків і послуг     | Енергетики і видобування                     | Енергетики і видобування                     |
| Громадської роботи і послуг                 | Громадської роботи і послуг                 | Громадської роботи і послуг      | Громадської роботи і послуг  | Економіки, громадської роботи і послуг | Інфраструктури і житла                 | Економіки                           | Федерального планування, державних видатків і послуг | Федерального планування, державних видатків і послуг | Федерального планування, державних видатків і послуг     | Модернізації                                 | Модернізації                                 |
| Громадської роботи і послуг                 | Громадської роботи і послуг                 | Громадської роботи і послуг      | Громадської роботи і послуг  | Економіки, громадської роботи і послуг | Інфраструктури і житла                 | Економіки                           | Федерального планування, державних видатків і послуг | Федерального планування, державних видатків і послуг | Федерального планування, державних видатків і послуг     | Зв'язку                                      | Модернізації                                 |
| Економіки, казни і фінансів                 | Економіки                                   | Економіки                        | Економіки                    | Економіки, громадської роботи і послуг | Економіки, громадської роботи і послуг | Економіки і виробництва             | Економіки і державних фінансів                       | Економіки і державних фінансів                       | Економіки і державних фінансів                           | Казни і державних фінансів                   | Казни                                        |
| Торгівлі і морських інтересів               | Економіки                                   | Економіки                        | Економіки                    | Економіки, громадської роботи і послуг | Економіки, громадської роботи і послуг | Економіки і виробництва             | Економіки і державних фінансів                       | Економіки і державних фінансів                       | Економіки і державних фінансів                           | Казни і державних фінансів                   | Фінансів                                     |
| Сільського господарства і тваринництва      | Економіки                                   | Економіки                        | Економіки                    | Виробництва                            | Економіки, громадської роботи і послуг | Економіки і виробництва             | Економіки і державних фінансів                       | Економіки і державних фінансів                       | Сільського господарства, тваринництва, риби і харчування | Агроіндустрії                                | Агроіндустрії                                |
| Промисловості і видобування                 | Економіки                                   | Економіки                        | Економіки                    | Виробництва                            | Економіки, громадської роботи і послуг | Економіки і виробництва             | Економіки і державних фінансів                       | Економіки і державних фінансів                       | Промисловості                                            | Виробництва                                  | Виробництва                                  |
| Промисловості і видобування                 | Економіки                                   | Економіки                        | Економіки                    | Виробництва                            | Економіки, громадської роботи і послуг | Економіки і виробництва             | Економіки і державних фінансів                       | Економіки і державних фінансів                       | Туризму                                                  |                                              |                                              |
| Праці і соціального забезпечення            | Праці і соціального забезпечення            | Праці і соціального забезпечення | Праці                        | Праці                                  | Праці                                  | Праці                               | Праці, зайнятості і соціального забезпечення         | Праці, зайнятості і соціального забезпечення         | Праці, зайнятості і соціального забезпечення             | Праці, зайнятості і соціального забезпечення | Праці, зайнятості і соціального забезпечення |
| Охорони здоров'я і навколишнього середовища | Охорони здоров'я і навколишнього середовища | Здоров'я і соціальної роботи     | Здоров'я і соціальної роботи | Здоров'я і соціальної роботи           | Здоров'я і соціальної роботи           | Здоров'я і навколишнього середовища | Здоров'я і навколишнього середовища                  | Здоров'я                                             | Здоров'я                                                 | Здоров'я                                     | Здоров'я                                     |
| Охорони здоров'я і навколишнього середовища | Охорони здоров'я і навколишнього середовища | Здоров'я і соціальної роботи     | Здоров'я і соціальної роботи | Здоров'я і соціальної роботи           | Здоров'я і соціальної роботи           | Здоров'я і навколишнього середовища | Здоров'я і навколишнього середовища                  | Здоров'я                                             | Здоров'я                                                 | Навколишнього середовища і сталого розвитку  |                                              |
| Соціальної роботи                           | Соціальної роботи                           | Соціального розвитку             | Соціального розвитку         | Соціального розвитку                   | Соціального розвитку                   | Соціального розвитку                | Соціального розвитку                                 | Соціального розвитку                                 | Соціального розвитку                                     | Соціального розвитку                         | Соціального розвитку                         |
| Оборони                                     |                                             |                                  |                              |                                        |                                        |                                     |                                                      |                                                      |                                                          |                                              |                                              |